# Stéphanie Elbaz
Pour les articles homonymes, voir Elbaz.
Stéphanie Elbaz est une pianiste concertiste française, née à Casablanca.

## Biographie
Née à Casablanca au Maroc, elle commence l'apprentissage de la musique par la guitare, puis à l'âge de douze ans elle étudie le piano au conservatoire de Perpignan, puis à ceux de Montpellier, Toulouse, Marseille et Paris, où elle a toujours eu des professeurs hommes. Elle a atteint des places de premier plan dans de grands concours internationaux, et a joué dans des lieux prestigieux tels le Mozarteum de Salzbourg, le De Doelen de Rotterdam, la salle Alfred Cortot à Paris, le Palazzo Duccale en Toscane, le festival Palermo classica ou encore le festival printemps musical des Alizés à Essaouira au Maroc.
Elle obtient ses Postmaster, Master et Licence de piano avec les Hautes Distinctions dans de grands conservatoires européens. Elle passe également trois cycles de perfectionnement dans trois CNR différents. Elle obtient deux médailles d'or de piano avec les félicitations du jury à l'unanimité dans deux CNR différents. Stéphanie Elbaz participe par ailleurs à de nombreuses master classes en Europe avec des professeurs de haute renommée,.
En 2017 à Prague, elle interprète le Concerto pour piano seul de Charles-Valentin Alkan, réputé être l'une des œuvres les plus difficiles du répertoire pianistique à la fois par sa durée (50 minutes), sa technicité et l’endurance physique qu’elle exige. Son interprétation est présentée comme celle de référence dans le classement des pièces les plus difficiles jamais écrites pour le piano réalisé par Classic FM.
En août 2023, elle donne un récital dans le cadre d'un Festival de Musique classique de piano romantiqueoù elle joue des œuvres de Frédéric Chopin, Franz Schubert et Isaac Albéniz, elle donne la création française des trois pièces Romantic Young Ladies de Corentin Boissier.
Ambassadrice  des PH Grand Pianos créés dans les années 30 par l'écrivain et architecte danois Poul Henningsen ainsi que des pianos de luxe Gary Pons, elle est également l’égérie du modèle Gary Pons Platinum en or 24 carats et platine, qui est à l’heure actuelle le piano le plus cher au monde.

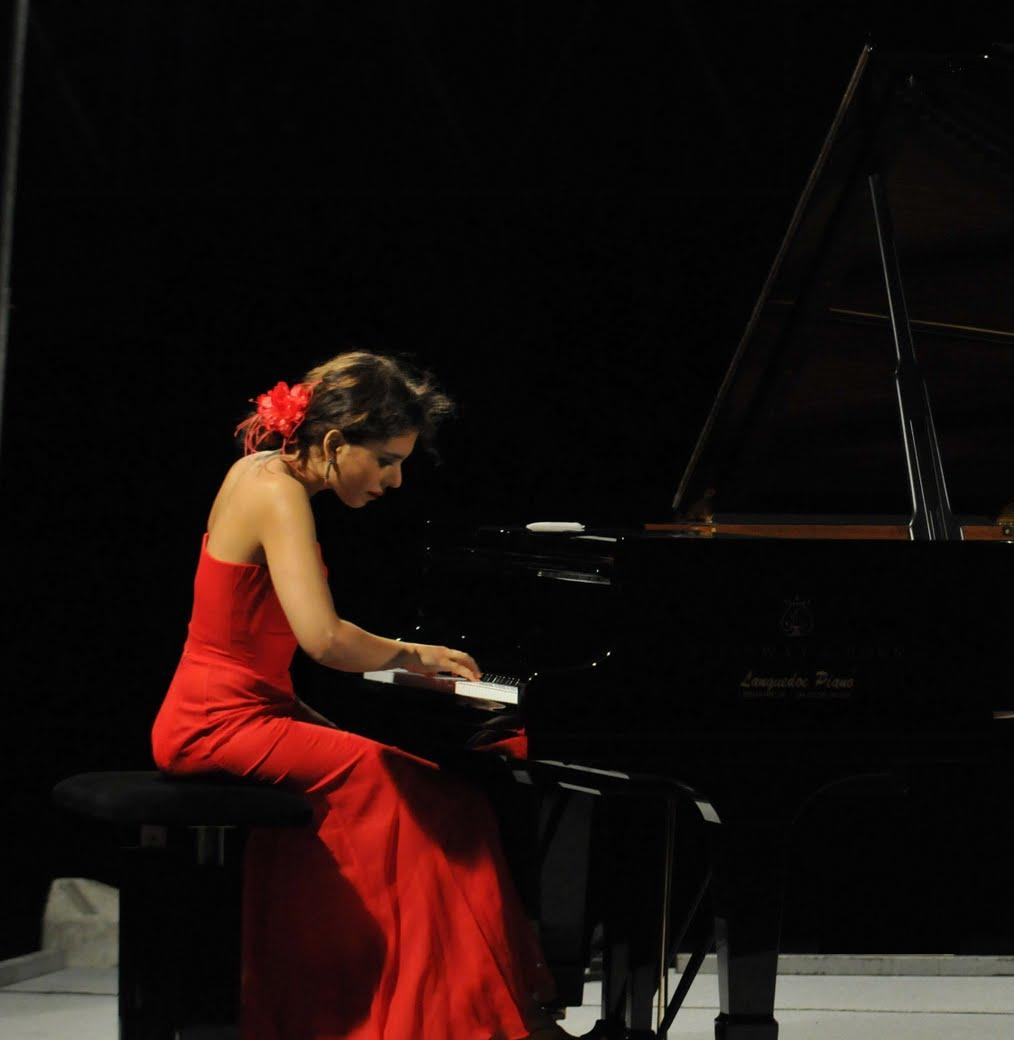
Stéphanie Elbaz en concert aux arènes de Béziers.

## Captations notables
- Franz Liszt : Rhapsodie espagnole S 254, enregistrement audio sur la chaîne YouTube officielle de la pianiste. [vidéo] « Disponible », sur YouTube, 24 novembre 2012
- Frédéric Chopin : Fantaisie-Impromptu opus 66, enregistrement audio sur la chaîne YouTube officielle de la pianiste. [vidéo] « Disponible », sur YouTube, 24 novembre 2012
- Charles-Valentin Alkan : Concerto pour piano solo, vidéo en "live" d'un concert à Prague. [vidéo] « Disponible », sur YouTube, 9 mars 2017
- Sergueï Rachmaninov : Prélude opus 23 n°5, vidéo sur la chaîne YouTube officielle de la pianiste. [vidéo] « Disponible », sur YouTube, 8 juillet 2020
- Corentin Boissier : Romantic Young Ladies, trois pièces pour piano, création française, vidéo sur la chaîne YouTube officielle du compositeur. [vidéo] « Disponible », sur YouTube, 15 septembre 2023